# Buikdans

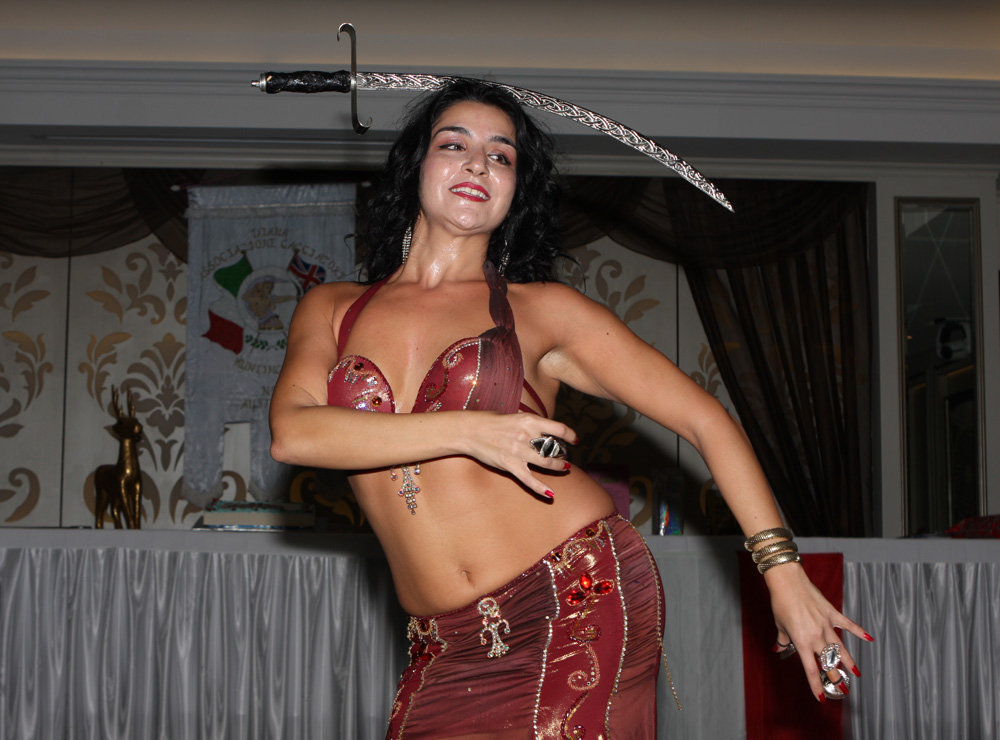
Buikdanseres in Australië (2013)

De buikdans, raqs sharqi of oriëntaalse dans is een dansvorm afkomstig uit het Midden-Oosten en Noord-Afrika waarbij de verschillende lichaamsdelen veelal onafhankelijk van elkaar bewegen. In tegenstelling tot wat men vaak denkt, is het geen isolatiedans. De bewegingen kunnen er geïsoleerd uitzien, maar bij iedere beweging worden alle lichaamsdelen gebruikt om te bewegen of ontspannen. In het hele lichaam zit energie. Dit is voor het ongetrainde oog vaak moeilijk te zien. Daarom wordt er in het Westen soms gedacht dat buikdans om de isolaties gaat. De nadruk van de bewegingen ligt daarbij op de heupen en het bekkengebied: het centrum van de dans en energie. De naam buikdans is dus eigenlijk niet goed en de Arabische en Turkse en Iraanse benaming betekent letterlijk vertaald oosterse of oriëntaalse dans.

## Stijlen

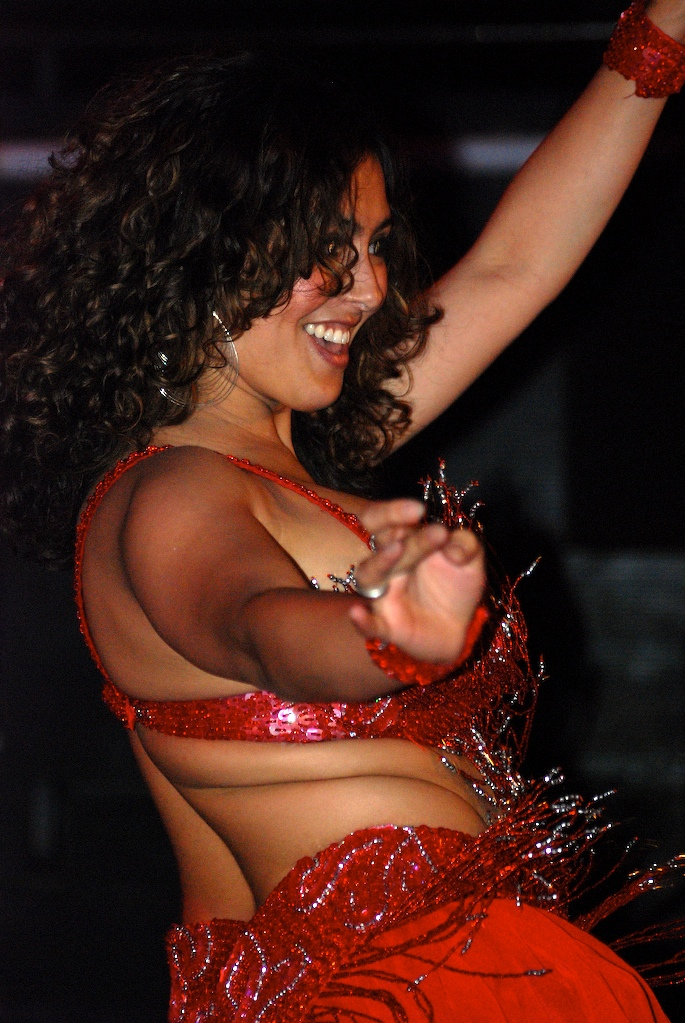
Buikdanseres in Amsterdam (2007)

Er bestaan veel vormen binnen de buikdans en ieder land en vaak iedere streek heeft zijn eigen stijl ontwikkeld. Zo zijn er dansen die meer op volksdansen lijken, zoals de Egyptische 'Saidi' stokdans, of de Turkse Romadans. Als gevolg worden er veel verschillende kostuums gedragen. Zo zijn er kostuumstijlen ontstaan in Europa en de Verenigde Staten. Een duidelijk voorbeeld van de laatste is de 'tribal bellydance'. Er zijn ook vele stijlen van 'fusion bellydance'; dat zijn stijlen waar elementen uit andere dansen, zoals Indiase Bollywood dans of flamenco, in zijn verwerkt.

## Oorsprong

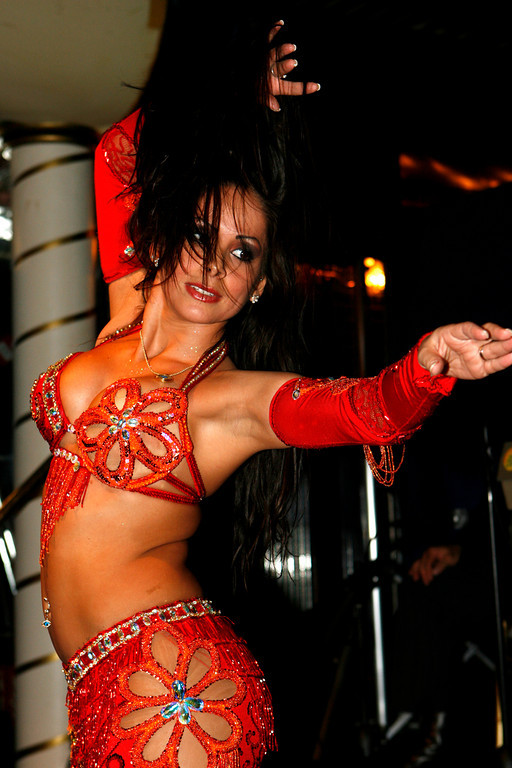
Buikdanseres in Norwich (2009)

Er wordt verondersteld dat buikdans een van de oudste dansen is en wel minstens 5000 jaar oud. Het zou dan teruggaan op de dans van priesteressen en later tempeldanseressen, die in grote verfijning er mythologische verhalen mee uitbeeldden. Met dansende bewegingen van de buik zou de Indiase vruchtbaarheidsgodin Sarasvati bijvoorbeeld de beweging van planeten en sterren aangeven. Er is echter weinig concreets over de geschiedenis bekend. Er zijn vele ideeën over hoe deze dans ontstaan kan zijn, maar er zijn weinig bewijzen dat het zo ook echt is gegaan. Een van de theorieën is dat de dans via Roma meegebracht zou zijn uit India en het Perzische Rijk. Er zijn inderdaad veel overeenkomsten met dansvormen in India, zoals de sierlijke arm- en handbewegingen. Nadat deze Roma hun dans en muziek hadden meegebracht naar het Westen, zouden er allerlei dingen zijn toegevoegd, en zijn de dansers met hun bewegingen en muziek verder de wereld rond getrokken, zodat de buikdans geworden is zoals we die nu kennen: een verzameling van bewegingen uit verschillende landen en culturen.

## Oriëntalisme
Sommigen denken dat het een erotische dans is, of een dans die oorspronkelijk bedoeld was voor haremvrouwen om de sultan te verleiden. Dit is echter ontstaan door Oriëntalisme, ofwel hoe men hier dacht/hoopte dat het eraan toe ging in het Midden-Oosten en het Perzische Rijk. Mensen denken ook vaak aan de zogenaamde 'dans met de zeven sluiers' die in het Oude Testament zou staan. Dit is echter niet waar; het idee van de dans met de zeven sluiers stamt uit het theaterstuk Salome van Oscar Wilde (1905). Wat ook een rol speelt bij het verkeerde beeld dat mensen hebben van buikdansen, is hoe de danseressen geportretteerd worden op de televisie, in films en in videoclips.
Nog een ander misverstand is dat deze dans uitsluitend door vrouwen gedanst zou worden. Hoewel er niet veel mannelijke buikdansers zijn, zijn er toch enkele zeer goede en bekende. Het is moeilijk precies te achterhalen waarom het er zo weinig zijn. Het lijkt te komen doordat de dans sowieso niet zo populair is onder mannen, maar ook omdat buikdansen als iets alleen voor vrouwen 'gezien' wordt.